# West Hills (Nueva York)
West Hills es un lugar designado por el censo (o aldea) ubicado en el condado de Suffolk en el estado estadounidense de Nueva York. En el año 2000 tenía una población de 5,607 habitantes y una densidad poblacional de 437.0 personas por km².

## Geografía
West Hills se encuentra ubicado en las coordenadas 40°49′27″N 73°26′4″O / 40.82417, -73.43444. Según la Oficina del Censo, la ciudad tiene un área total de 12,8 km² (4,9 mi²), de la cual 12,8 km² (4,9 mi²) es tierra y 0 km² (0 mi²) (0%) es agua.

## Demografía
Según la Oficina del Censo en 2000 los ingresos medios por hogar en la localidad eran de $87,295, y los ingresos medios por familia eran $94,363. Los hombres tenían unos ingresos medios de $61,919 frente a los $45,134 para las mujeres. La renta per cápita de la localidad era de $42,783. Alrededor del 1.8% de la población estaban por debajo del umbral de pobreza.